# Mordfall Dee Dee Blanchard
Der Mordfall Dee Dee Blanchard trug sich im Juni 2015 in Springfield, Missouri an der US-Amerikanerin Clauddine „Dee Dee“ Blanchard (1967–2015) zu.
Es ist davon auszugehen, dass Dee Dee Blanchard an der psychischen Störung des Münchhausen-Stellvertretersyndroms gelitten hat. Mit Betrug und Manipulation gegenüber Ärzten und ihrem Umfeld schaffte sie es, ihre einzige Tochter Gypsy-Rose Blanchard (* 1991) künstlich als schwerstkrank zu inszenieren. Mit dem Älterwerden der Tochter begann die zunehmende Isolation von beiden, um die Lüge aufrechtzuerhalten. Die Mutter hielt ihre Tochter unter anderem mit Medikamenten krank, infolgedessen verlor diese beispielsweise ihre Zähne. Auch rasierte sie ihr kontinuierlich die Haare ab, um den Eindruck zu erwecken, Gypsy sei leukämiekrank. Mit der Behauptung, ihre Tochter leide unter Muskelschwund, brachte Dee Dee sie dazu, fortan im Rollstuhl zu sitzen. Gypsy wuchs in der Annahme auf, sie sei tatsächlich krank – sie wusste jedoch, dass sie trotz künstlicher Ernährung essen konnte und in der Lage war zu laufen.
Gypsy lernte Nicholas Paul Godejohn (* 1989) im Internet kennen. Er ermordete Dee Dee Blanchard in einer Nacht zwischen dem 9. und dem 14. Juni 2015 durch Stiche mit einem Messer. Gypsy wurde wegen Beteiligung an der Ermordung ihrer Mutter verurteilt.
HBO produzierte 2017 unter der Regie von Erin Lee Carr die Dokumentation Mommy Dead and Dearest über den Fall.
Der US-amerikanische Video-on-Demand-Sender Hulu produzierte mit The Act eine achtteilige Fernsehserie über den Fall mit Patricia Arquette und Joey King in den Hauptrollen. Die Serie wurde am 20. März 2019 erstmals ausgestrahlt. Außerdem wurde das Thema von Aneesh Chaganty verfilmt unter dem Titel Run – Du kannst ihr nicht entkommen (Originaltitel Run), am 20. November 2020 auf Hulu veröffentlicht und auch im deutschsprachigen Fernsehen ausgestrahlt.
Gypsy wurde am 28. Dezember 2023 nach knapp acht Jahren Haft auf Bewährung entlassen. Während ihrer Haft bekam sie nach eigenen Angaben Briefe von mehr als 250 Männern zugeschickt. So lernte sie auch ihren jetzigen Ehemann Ryan Anderson kennen, den sie 2022 heiratete. Gypsy ist aktiv in den sozialen Medien – ihr TikTok Konto hatte sie im November 2023 angelegt und zum Jahresbeginn 2024 bereits über 9 Millionen Abonnenten – und veröffentlicht nun ihre Geschichte selbst. Im Januar 2024 erschien dazu in den USA das Buch "Released".